# Rolls-Royce Peregrine
 (janvier 2014).
Si vous disposez d'ouvrages ou d'articles de référence ou si vous connaissez des sites web de qualité traitant du thème abordé ici, merci de compléter l'article en donnant les références utiles à sa vérifiabilité et en les liant à la section « Notes et références ».
Le Rolls-Royce Peregrine était un moteur V12 de 21 litres, 885 ch (660 kW) à refroidissement liquide conçu et construit par l'entreprise britannique Rolls-Royce à la fin des années 1930. Il constitue le développement ultime du moteur Kestrel qui avait été largement utilisé dans les avions militaires de la période d'avant-guerre. Le moteur a été nommé d'après le faucon pèlerin suivant la tradition de la société de baptiser ses moteurs d'avions à pistons par des noms d'oiseaux de proie.
En raison des priorités en temps de guerre données au développement et à la fabrication du Rolls-Royce Merlin, le Peregrine eut un usage limité et a été annulé avec seulement 300 unités construites.

## Conception et développement
Durant les années 1930 l'utilisation de la suralimentation pour augmenter la « cylindrée » d'un moteur d'avion est entrée dans un usage courant. La compression d'une certaine façon était indispensable au vol à haute altitude, et comme les performances des moteurs en étaient accrues, il n'y avait aucune raison de ne pas l'utiliser à tout moment. 
L'application de la suralimentation au niveau du sol ainsi que quelques progrès dans la conception ont considérablement amélioré le rapport poids/puissance du Kestrel et le Peregrine résultant était considéré comme allant devenir le moteur standard des chasseurs de cette guerre imminente. Conforme à la tradition de l'entreprise de nommer ses moteurs d'avions à pistons d'après des oiseaux de proie, Rolls-Royce a appelé le moteur Peregrine d'après le Faucon pèlerin (Falco peregrinus), l'oiseau le plus rapide du monde en piqué.
Une caractéristique de la conception du Peregrine était qu'il était fabriqué dans les deux versions pas à droite et à gauche. Cela avait été fait pour améliorer la gestion des avions en permettant facilement une contre rotation. La gestion des pièces internes pour ce faire était d'une complexité considérable et a été abandonné plus tard sur le Merlin au profit d'un déplacement de pignons dans le réducteur d'hélice.
Quatre lignes de piston de Kestrel dans le même carter menant un vilebrequin commun unique ont donné le Rolls-Royce Vulture de 1 700 chevaux (1 270 kW) X24 utilisé sur les bombardiers.
Comme on pouvait l'envisager la conception des avions a rapidement augmenté leur taille et la puissance requise si bien que le Peregrine était  tout simplement trop petits pour être utile. Bien que le Peregrine semblait être une conception satisfaisante, il n'a jamais été amené  à maturité car la priorité de Rolls-Royce était la finition et la production du Merlin. En conséquence, le pèlerin se vit en utilisation sur seulement deux avions : le Westland Whirlwind et le Gloster F.9/37. Le Vulture était monté sur Hawker Tornado et Avro Manchester, mais s'est avéré peu fiable en service. Avec le Merlin lui-même bientôt atteignant les 1 500 chevaux-vapeur (1 100 kW), le Peregrine  et le Vulture ont tous deux été annulés en 1943, et à la mi-1943 le service du Merlin a été renforcé par le Rolls-Royce Griffon.

## Histoire opérationnelle
Deux types d'aéronefs ont utilisé le Peregrine, le Westland Whirlwind et le second prototype du Gloster F.9/37, étaient tous les deux des bimoteurs le prototype F9/37 avait utilisé le moteur en étoile Bristol Taurus. La demande de l'Air Ministry, un chasseur armé d'un canon (le Hurricane et le Spitfire n'étaient armés que de mitrailleuses seulement à ce moment-là), a été réduite et il n'y eut aucune reprise de la conception. Le Whirlwind, malgré des performances excellentes à basse altitude, s'est révélé peu rentable par rapport aux chasseurs monomoteur, et a également souffert en raison des problèmes de fiabilité du Peregrine. Le faible taux de production du Peregrine  a entraîné des retards dans la livraison aux escadrons. En août 1940, Ernest Hives, chef de la division Rolls-Royce aero engine, a écrit au Air Chief Marshal Wilfrid Freeman (en) exprimant son souhait d'arrêter de travailler sur les Peregrine, Vulture et un autre projet de conception de moteur, le Rolls-Royce Exe (en) voulant concentrer ses efforts sur le Merlin et le Griffon, mais Freeman en désaccord et a déclaré que la production du pèlerin devait être poursuivie. Bien que des problèmes de fiabilité ne soient pas rares sur des nouveaux modèles de moteurs Rolls-Royce de l'époque, il fut demandé au service d'essai de l'entreprise de passer tout leur temps sur le développement du plus puissant Merlin. En raison de la priorité du Merlin, le Peregrine manquant de fiabilité a été finalement abandonné la production se terminant en 1942. D'autres chasseurs armés de canons, comme le Hawker Typhoon et le Bristol Beaufighter devenaient disponibles, et comme le Whirlwind a été étroitement conçu autour du Peregrine, le passage à un autre moteur, à ce stade, n'était pas, par conséquent, une option réalisable. Seulement 116 Whirlwinds et un nombre correspondant de Peregrine (301) ont été construits.

## Applications
- Gloster F.9/37
- Westland Whirlwind